# 大竹康市
大竹 康市（おおたけ こういち、1938年5月2日 - 1983年11月20日）は、日本の建築家。都市計画家。象設計集団創設者の一人で中心的存在。宮城県仙台市生まれ。
東北学院中学校・高等学校に進学し、高校では陸上競技とサッカーでインターハイに出場する。1962年、東北大学工学部建築学科卒業。卒業設計は全国優秀賞を受賞する。その後早稲田大学大学院に進学し同大学院修士課程修了。
1964年、吉阪隆正が主宰する建築設計事務所U研究室に入所し、大学セミナーハウス、大島元町復興計画（計画書、大島中学校体育館、吉谷公園、大島参道など）、生駒山宇宙科学館、相模湖総合復興計画などを担当する。
1971年、象設計集団設立。同時に早稲田大学産業技術専修学校の講師を務める。
1977年、今帰仁村中央公民館で、芸術選奨文部大臣新人賞受賞。沖縄の一連の都市計画業績に対し日本都市計画学会石川賞受賞。
1982年、名護市庁舎で日本建築学会学会賞。1983年、サッカーの試合中に心臓の発作で倒れて急逝。

## おもな業績
- 恩納村基本構想
- 沖縄こどもの国・こども博物館・じゃぶじゃぶ池
- 波照間島沖縄本土復帰記念碑
- 名護市と今帰仁村総合計画基本構想他都市計画関連業務
- 名護市総合公園ほか基本計画・買物公園計画
- 沖縄市商業近代化地域計画・買物公園計画
- 石川市総合計画基本構想
- 石川市白浜原公園
- ドーモセラカント鎌倉の住宅
- PL教団仙台中央教会
- 埼玉県勤労青少年フレンドシップセンター
- 東京都小笠原支庁舎
- 宮代町基本構想 進修館・笠原小学校
- 東池袋地区住環境整備計画
- 労働福祉事業団山口保養所錦グリーンパレス
- イラク・バグダッド市美化計画
- 仙台広瀬河畔教会納骨記念碑